# Hispano
L'hispano, o anglo-arabo spagnolo è originario dell'Estremadura e dell'Andalusia ed è abituato a muoversi su terreni di ogni tipo, a pascolare in zone spesso aride e ad adattarsi con grande facilità alle più disparate condizioni di vita. Si può quindi affermare che si tratta di un cavallo frugale, ma dal temperamento e dal portamento nobile, fiero ed elegante, dotato di andature sciolte, agili, leggere e molto comode perlopiù generoso e leale, pronto a contraccambiare la fiducia accordatagli dal suo cavaliere con una sincera e completa obbedienza.
In Spagna, l'hispano viene utilizzato come animale da lavoro con i tori da corrida e, almeno fino a qualche anno fa, in ambito sportivo nelle prove di salto ostacoli, nel concorso completo e nel dressage. Rappresenta inoltre una piacevole e affidale monta da campagna soprattutto per cavalieri esperti, poiché non accetta di essere guidato in modo pesante o insicuro.